# Tour Cycliste Féminin International de l’Ardèche
Die Tour Cycliste Féminin International de l’Ardèche ist ein französisches Etappenrennen im Frauenradsport.
Die Tour de l‘Ardèche wird seit 2003 jährlich über sechs bzw. sieben Etappen im September im Département Ardèche ausgetragen; das Rennen ist Teil des UCI-Kalenders zunächst in der Kategorie 2.2 und seit 2018 in 2.1.

## Palmarès
| Jahr | Siegerin                  | Zweite                 | Dritte                   |
| ---- | ------------------------- | ---------------------- | ------------------------ |
| 2003 | Edita Pučinskaitė         | Modesta Vžesniauskaitė | Sigrid Corneo            |
| 2004 | Élisabeth Chevanne-Brunel | Béatrice Thomas        | Uênia Fernandes de Souza |
| 2005 | Edita Pučinskaitė         | Kristin Armstrong      | Daiva Tušlaitė           |
| 2006 | Edita Pučinskaitė         | Tatiana Guderzo        | Clemilda Fernandes       |
| 2007 | María Isabel Moreno       | Emma Pooley            | Susanne Ljungskog        |
| 2008 | Amber Neben               | Fabiana Luperini       | Katheryn Curi            |
| 2009 | Kristin Armstrong         | Grace Verbeke          | Lizzie Armitstead        |
| 2010 | Vicktoria Whitelaw        | Sharon Laws            | Ruth Corset              |
| 2011 | Emma Pooley               | Ashleigh Moolman       | Christel Ferrier Bruneau |
| 2012 | Emma Pooley               | Ashleigh Moolman       | Tayler Wiles             |
| 2013 | Tatjana Antoschina        | Ashleigh Moolman       | Karol-Ann Canuel         |
| 2014 | Linda Villumsen           | Tayler Wiles           | Edwige Pitel             |
| 2015 | Tayler Wiles              | Lauren Stephens        | Rossella Ratto           |
| 2016 | Flávia Oliveira           | Anna Kiesenhofer       | Edwige Pitel             |
| 2017 | Lucy Kennedy              | Hanna Nilsson          | Leah Thomas              |
| 2018 | Katarzyna Niewiadoma      | Mavi García            | Eider Merino             |
| 2019 | Marianne Vos              | Clara Koppenburg       | Eider Merino             |
| 2020 | Lauren Stephens           | Mavi García            | Anna Kiesenhofer         |
| 2021 | Leah Thomas               | Mavi García            | Ane Santesteban          |
| 2022 | Antonia Niedermaier       | Loes Adegeest          | Paula Patiño             |
| 2023 | Marta Cavalli             | Erica Magnaldi         | Anastasiya Kolesava      |
| 2024 | Thalita de Jong           | Marion Bunel           | Monica Trinca Colonel    |
| 2025 |                           |                        |                          |